# Fickpark

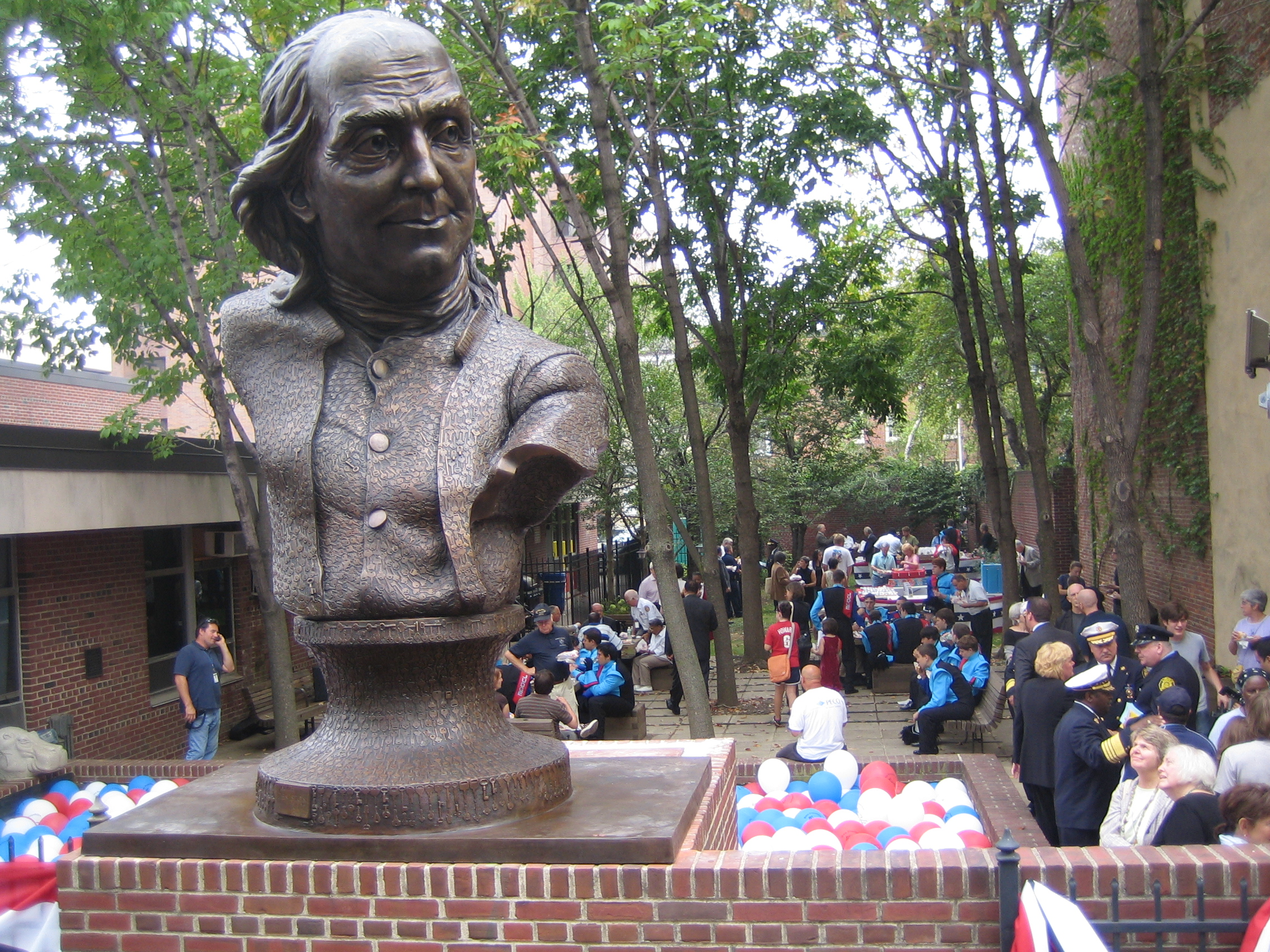
Girard Fountain Park, en 607 m² fickpark i stadsdelen Old City i Philadelphia i USA.

En fickpark (från engelskans pocket park) är en liten park tillgänglig för allmänheten.  Fickparker skapas ofta på enskilda ödetomter eller på små, oregelbundna markbitar. De kan också tillkomma som ett sätt att uppfylla krav på att skapa allmänna platser i stora byggprojekt.